# Fritz Espenhahn
Fritz Espenhahn (* 1947/1948) ist ein ehemaliger deutscher Basketballtrainer.

## Werdegang
Espenhahn spielte ab 1961 Basketball beim SC Chemie Halle. Als Trainer war er ab 1976 tätig und wurde 1978 mit Halle Vizemeister der Deutschen Demokratischen Republik (DDR). Espenhahn führte ebenfalls Mannschaften zum Gewinn der DDR-Jugendmeisterschaft. Er war in der DDR von 1976 bis 1990 Nationaltrainer und als solcher für die Junioren-Auswahl zuständig.
Er war von 1983 bis 1989 stellvertretender Leiter und ab 1989 Geschäftsführer der Basketballsektion der SG KPV 69 Halle, die die erfolgreichste Basketballvereinsabteilung der DDR war, zwischen 1970 und 1990 unter anderem 85 DDR-Meistertitel gewann. Espenhahn wurde im Juni 1990 Vorsitzender des Nachfolgevereins SC HPW 69 Halle (später in den BC 69 Halle, dann in den SV Halle übergegangen). Er war Gründungsmitglied und Sportlicher Leiter des seit 1992 bestehenden Fördervereins Basketball Sportschulen Halle. Des Weiteren war er als Lehrer und Trainer am Sportgymnasium Halle tätig, nahm unter anderem als Trainer von Mädchen-Auswahlen der Schule in den 1990er und früheren 2000er Jahren mehrmals als deutsche Vertretung an Schulweltmeisterschaften teil.
Espenhahn, der „als einer der besten Basketballfachleute Sachsen-Anhalts“ bezeichnet wurde, entdeckte die Begabung von Peter Fehse, der „als der nächste Nowitzki“ gehandelt wurde. Fehse machte unter Espenhahn als Trainer beim SV Halle und am Sportgymnasium eigener Aussage nach „enorme Leistungssprünge“.
1997 führte Espenhahn die männliche B-Jugend des SV Halle zum Gewinn des deutschen Meistertitels dieser Wettkampfklasse. Die Herrenmannschaft des Vereins stieg 2000 unter seiner Leitung als Trainer in die 2. Basketball-Bundesliga auf. Er baute in der Zweitligasaison 2000/01 auf eine Mannschaft, deren Spieler größtenteils aus der eigenen Jugendarbeit stammten, darunter Fehse und mit Stefan Selle ein weiterer späterer Berufsbasketballspieler. Der Klassenerhalt wurde verpasst, damit endete Espenhahns Amtszeit als Trainer der SV-Herrenmannschaft.
Vor der Saison 2002/03 trat der Inhaber des A-Trainerscheins eine neue Aufgabe an, wurde Trainer des VfB Aschersleben (später Aschersleben Tigers BC), damals in der Oberliga. In den Spielzeiten 2005/06 und 2006/07 wurde er mit Aschersleben jeweils Vizemeister der 1. Regionalliga Nord.
2007 wurde Espenhahn Trainer der BSW Sixers. Er führte die Mannschaft in der Saison 2007/08 niederlagenlos zum Gewinn des Meistertitels in der 2. Regionalliga sowie zum Sieg im Landespokalwettbewerb Sachsen-Anhalts. In der Saison 2008/09 erreichte Espenhahn mit BSW als Neuling den vierten Rang in der Abschlusstabelle der 1. Regionalliga Nord. Im Sommer 2009 endete seine Amtszeit, Espenhahn wurde im Traineramt von Keith Gray abgelöst.
Als Spieler wurde Espenhahn mit der SG Spielgemeinschaft Halle-Heidelberg im Jahr 2016 deutscher Meister in der Altersklasse Ü65. 2022 wurde er mit der deutschen Auswahl Zweiter der Ü70-Europameisterschaft.